# Municipio de Kingston (Pensilvania)
El municipio de Kingston  (en inglés: Kingston Township) es un municipio ubicado en el condado de Luzerne en el estado estadounidense de Pensilvania. En el año 2000 tenía una población de 7.145 habitantes y una densidad poblacional de 203.1 personas por km².

## Geografía
El municipio de Kingston se encuentra ubicado en las coordenadas 41°21′00″N 75°52′28″O / 41.35000, -75.87444.

## Demografía
Según la Oficina del Censo en 2000 los ingresos medios por hogar en la localidad eran de $52,997 y los ingresos medios por familia eran $62,435. Los hombres tenían unos ingresos medios de $40,872 frente a los $30,075 para las mujeres. La renta per cápita para la localidad era de $23,885. Alrededor del 4,8% de la población estaban por debajo del umbral de pobreza.